# Consonne occlusive éjective vélaire
La consonne occlusive éjective vélaire est un son consonantique existant dans certaines langues. Le symbole dans l'alphabet phonétique international est [kʼ].

## Caractéristiques
Voici les caractéristiques de la consonne occlusive éjective vélaire :
- Son mode d'articulation est occlusif, ce qui signifie qu'elle est produite en obstruant l’air du chenal vocal.
- Son point d'articulation est vélaire, ce qui signifie qu'elle est articulée la partie antérieure de la langue (le dorsum) contre le palais mou (ou velum).
- Sa phonation est sourde, ce qui signifie qu'elle produite sans la vibration des cordes vocales.
- C'est une consonne orale, ce qui signifie que l'air ne s’échappe que par la bouche.
- C'est une consonne centrale, ce qui signifie qu’elle est produite en laissant l'air passer au-dessus du milieu de la langue, plutôt que par les côtés.
- Son mécanisme de courant d'air est égressif glottal, ce qui signifie qu'elle est articulée en poussant l'air par la glotte, plutôt que par les poumons.

## Occurrences
Cette consonne existe en coréen par exemple dans le mot 깨 [k’ε] qui signifie « (graine de) sésame ».
Cette consonne existe en géorgien, où elle est écrite ‹ კ ›. /k’/ s’oppose à /kʰ/ : კარი /k’ari/ « porte » est distinct de ქარი /kʰari/ « vent ».
Cette consonne existe en haoussa, où elle est généralement écrite ‹ ƙ › (haoussa standard nigérian), plus rarement ‹ k' › ou ‹ q ›.